# Brahojos
Brahojos är en ort i Spanien.   Den ligger i provinsen Provincia de Valladolid och regionen Kastilien och Leon, i den centrala delen av landet, 140 km nordväst om huvudstaden Madrid. Brahojos ligger 746 meter över havet och antalet invånare är 167.
Terrängen runt Brahojos är platt. Runt Brahojos är det glesbefolkat, med 9 invånare per kvadratkilometer. Närmaste större samhälle är Medina del Campo, 13,3 km nordost om Brahojos. Trakten runt Brahojos består till största delen av jordbruksmark.